# Campionati mondiali di pattinaggio di figura 2014
I Campionati mondiali di pattinaggio di figura 2014 sono stati la 104ª edizione della competizione di pattinaggio di figura, valida per la stagione 2013-2014. Si sono svolti dal 24 al 30 marzo 2014 al Saitama Super Arena di Saitama, in Giappone.
Il Giappone è stato scelto come paese ospitante nel giugno 2011. Saitama è stata scelta come la città ospitante nel febbraio 2013.

## Qualificazioni
Sono stati ammessi i pattinatori che hanno compiuto 15 anni entro il 1º luglio 2013.
Le Associazioni Nazionali hanno selezionano i partecipanti secondo i propri criteri, ma sono valse le regole ISU che i loro atleti dovevano aver conseguito il punteggio tecnico minimo richiesto ad un evento internazionale prima dei Campionati del Mondo, al fine di essere ammessi a partecipare a questo evento.
Le medaglie sono state assegnate nelle discipline del singolo maschile, singolo donne, coppie e danza su ghiaccio. L'evento è stato determinante per il numero di partecipanti che ogni paese potrà inviare ai Campionati del Mondo 2015.

### Minimo TES
| Punteggio tecnico minimo (TES) | Punteggio tecnico minimo (TES) | Punteggio tecnico minimo (TES) |
| Discipline                     | SP / SD                        | FS / FD                        |
| Uomini                         | 34                             | 63                             |
| Donne                          | 26                             | 46                             |
| Coppie                         | 24                             | 41                             |
| Danza                          | 28                             | 38                             |
| ------------------------------ | ------------------------------ | ------------------------------ |

### Numero di partecipanti per discipline
In base ai risultati del Campionato mondiale 2013, ogni nazione membro dell'ISU può schierare da 1 a 3 partecipanti.
| Posti | Uomini                                          | Donne                              | Coppie                                   | Danza                     |
| ----- | ----------------------------------------------- | ---------------------------------- | ---------------------------------------- | ------------------------- |
| 3     | Canada Giappone                                 | Giappone Corea del Sud Stati Uniti | Canada Russia                            | Canada Russia Stati Uniti |
| 2     | Rep. Ceca Francia Kazakistan Spagna Stati Uniti | Canada Cina Italia Russia          | Cina Francia Germania Italia Stati Uniti | Francia Germania Italia   |

## Partecipanti

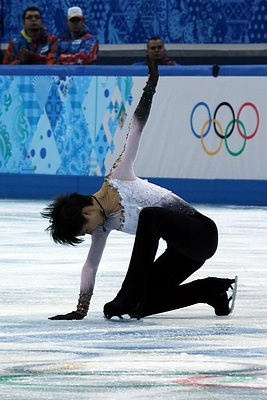
Yuzuru Hanyū è stato l'unico dei Campioni olimpici di Soči che si è presentato al Campionato del mondo.

Nessuno dei campioni uscenti ha difeso il proprio titolo. 
I campioni olimpici di tutte le discipline, a eccezione di Yuzuru Hanyū, le medaglie d'argento, a eccezione della coppia formata da Ksenija Stolbova e Fëdor Klimov, non hanno partecipano a questa competizione. 
I Paesi membri hanno annunciato i seguenti partecipanti:
| Paese         | Uomini                                       | Donne                                    | Coppie                                                                                               | Danza |
| ------------- | -------------------------------------------- | ---------------------------------------- | --- | --- |
| Australia     |                                              | Brooklee Han                             | | Danielle O'Brien / Gregory Merriman                                                                         |
| Austria       | Viktor Pfeifer                               | Kerstin Frank                            | Miriam Ziegler / Severin Kiefer                                                                      | |
| Azerbaigian   |                                              |                                          | | Julija Zlobina / Aleksej Sitnikov                                                                           |
| Belgio        | Jorik Hendrickx                              | Kaat Van Daele                           | | |
| Bielorussia   |                                              |                                          | Maryja Paljakova / Nikita Bočkov                                                                     | Viktoryja Kavalëva / Jury Bjaljaeŭ                                                                          |
| Bulgaria      |                                              |                                          | Elizaveta Makarova / Leri Kenčadze                                                                   | |
| Canada        | Kevin Reynolds Elladj Baldé Nam Nguyen       | Kaetlyn Osmond Gabrielle Daleman         | Meagan Duhamel / Eric Radford Kirsten Moore-Towers / Dylan Moscovitch Paige Lawrence / Rudi Swiegers | Kaitlyn Weaver / Andrew Poje Alexandra Paul / Mitchell Islam Piper Gilles / Paul Poirier                    |
| Cina          | Yan Han                                      | Li Zijun                                 | Peng Cheng / Zhang Hao Sui Wenjing / Han Cong                                                        | |
| Corea del Sud | Kim Jin-Seo                                  | Kim Hae-Jin Park So-Youn                 | | |
| Danimarca     | Justus Strid                                 | Anita Madsen                             | | Laurence Fournier Beaudry / Nikolaj Sørensen                                                                |
| Estonia       | Viktor Romanenkov                            | Jelena Glebova                           | Natalja Zabijako / Alexandr Zaboev                                                                   | Irina Shtork / Taavi Rand                                                                                   |
| Filippine     | Christopher Caluza                           |                                          | | |
| Finlandia     |                                              | Juulia Turkkila                          | | Henna Lindholm / Ossi Kanervo                                                                               |
| Francia       | Chafik Besseghier                            | Maé-Bérénice Méité                       | Vanessa James / Morgan Ciprès Daria Popova / Bruno Massot                                            | Nathalie Péchalat / Fabian Bourzat Gabriella Papadakis / Guillaume Cizeron                                  |
| Georgia       |                                              |                                          | | Angelina Telegina / Otar Japaridze                                                                          |
| Germania      | Peter Liebers                                | Nathalie Weinzierl                       | Aliona Savchenko / Robin Szolkowy Maylin Wende / Daniel Wende                                        | Tanja Kolbe / Stefano Caruso Nelli Žiganšina / Alexander Gazsi                                              |
| Giappone      | Yuzuru Hanyū Tatsuki Machida Takahiko Kozuka | Akiko Suzuki Mao Asada Kanako Murakami   | Narumi Takahashi / Ryūichi Kihara                                                                    | Cathy Reed / Chris Reed                                                                                     |
| Hong Kong     | Ronald Lam                                   |                                          | | |
| Israele       | Oleksij Byčenko                              | Netta Schreiber                          | | Allison Reed / Vasilij Rogov                                                                                |
| Italia        | Ivan Righini                                 | Carolina Kostner Valentina Marchei       | Stefania Berton / Ondřej Hotárek Nicole Della Monica / Matteo Guarise                                | Anna Cappellini / Luca Lanotte Charlène Guignard / Marco Fabbri                                             |
| Kazakistan    | Abzal Raqymghalīev                           |                                          | | |
| Lituania      |                                              | Inga Janulevičiūtė                       | | Isabella Tobias / Deividas Stagniūnas                                                                       |
| Monaco        | Kim Lucine                                   |                                          | | |
| Norvegia      |                                              | Anne Line Gjersem                        | | |
| Polonia       | Maciej Cieplucha                             |                                          | | Justyna Plutowska / Peter Gerber                                                                            |
| Regno Unito   |                                              | Jenna McCorkell                          | Amani Fancy / Christopher Boyadji                                                                    | Penny Coomes / Nicholas Buckland                                                                            |
| Rep. Ceca     | Michal Březina Tomáš Verner                  | Eliška Březinová                         | | Gabriela Kubová / Matěj Novák                                                                               |
| Romania       | Zoltán Kelemen                               |                                          | | |
| Russia        | Maksim Kovtun                                | Julija Lipnickaja Anna Pogorilaja        | Ksenija Stolbova / Fëdor Klimov Vera Bazarova / Jurij Larionov Julija Antipova / Nodari Maisuradze   | Elena Il'inych / Nikita Kacalapov Ekaterina Bobrova / Dmitrij Solov'ëv Viktorija Sinicina / Ruslan Žiganšin |
| Slovacchia    |                                              | Nicole Rajičová                          | | Federica Testa / Lukáš Csölley                                                                              |
| Spagna        | Javier Fernández                             | Sonia Lafuente                           | | Sara Hurtado / Adrià Díaz                                                                                   |
| Stati Uniti   | Max Aaron Jeremy Abbott                      | Polina Edmunds Gracie Gold Ashley Wagner | Marissa Castelli / Simon Shnapir Felicia Zhang / Nathan Bartholomay                                  | Madison Chock / Evan Bates Maia Shibutani / Alex Shibutani Alexandra Aldridge / Daniel Eaton                |
| Svezia        | Alexander Majorov                            | Joshi Helgesson                          | | |
| Svizzera      | Stéphane Walker                              | Anna Ovčarova                            | | Ramona Elsener / Florian Roost                                                                              |
| Turchia       |                                              |                                          | | Alisa Agafonova / Alper Uçar                                                                                |
| Ucraina       | Jakiv Godoroža                               | Natalija Popova                          | Julija Lavrent'jeva / Jurij Rudyk                                                                    | |
| Ungheria      |                                              |                                          | | Dóra Turóczi / Balázs Major                                                                                 |
| Uzbekistan    | Misha Ge                                     |                                          | | |

- Il 20 marzo 2014 la coppia americana Caydee Denney / John Coughlin si è ritirata a causa di un infortunio e sananno sostituiti dalla coppia Felicia Zhang / Nathan Bartholomay [5].
- Il 21 marzo 2014 il francese Florent Amodio si è ritirato dalla competizione [6].

## Programma
Tutti gli orari sono indicati secondo l'ora locale giapponese.
| Programma | Programma        | Programma | Programma |
| Evento    | Programma        | Data      | Orario    |
| Coppie    | Programma corto  | 26 marzo  | 10:00     |
| Coppie    | Programma libero | 27 marzo  | 11:30     |
| Uomini    | Programma corto  | 26 marzo  | 15:45     |
| Uomini    | Programma libero | 28 marzo  | 17:00     |
| Donne     | Programma corto  | 27 marzo  | 15:45     |
| Donne     | Programma libero | 29 marzo  | 17:15     |
| Danza     | Short Dance      | 28 marzo  | 10:50     |
| Danza     | Free Dance       | 29 marzo  | 12:30     |
| --------- | ---------------- | --------- | --------- |

## Risultati

### Uomini

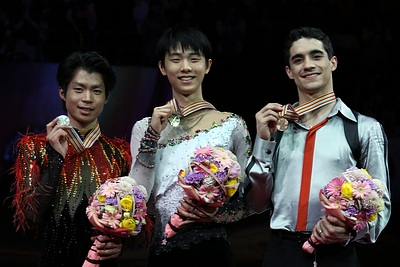
Il podio. Da sinistra Tatsuki Machida (argento), Yuzuru Hanyū (oro) e Javier Fernandez (bronzo)

| 1                               | Yuzuru Hanyū       | Giappone      | 282.59 | 3  | 91.24 | 1    | 191.35 |
| 2                               | Tatsuki Machida    | Giappone      | 282.26 | 1  | 98.21 | 2    | 184.05 |
| 3                               | Javier Fernández   | Spagna        | 275.93 | 2  | 96.42 | 3    | 179.51 |
| 4                               | Maksim Kovtun      | Russia        | 247.37 | 7  | 84.66 | 5    | 162.71 |
| 5                               | Jeremy Abbott      | Stati Uniti   | 246.35 | 8  | 79.67 | 4    | 166.68 |
| 6                               | Takahiko Kozuka    | Giappone      | 238.02 | 6  | 85.54 | 6    | 152.48 |
| 7                               | Yan Han            | Cina          | 231.91 | 5  | 86.70 | 11   | 145.21 |
| 8                               | Max Aaron          | Stati Uniti   | 225.66 | 9  | 78.32 | 8    | 147.34 |
| 9                               | Chafik Besseghier  | Francia       | 224.19 | 10 | 76.80 | 7    | 147.39 |
| 10                              | Tomáš Verner       | Rep. Ceca     | 223.14 | 4  | 89.08 | 15   | 134.06 |
| 11                              | Kevin Reynolds     | Canada        | 215.51 | 15 | 68.52 | 10   | 146.99 |
| 12                              | Nam Nguyen         | Canada        | 214.06 | 16 | 66.75 | 9    | 147.31 |
| 13                              | Ivan Righini       | Italia        | 213.09 | 14 | 69.43 | 12   | 143.66 |
| 14                              | Peter Liebers      | Germania      | 211.92 | 11 | 74.02 | 14   | 137.90 |
| 15                              | Oleksij Byčenko    | Israele       | 211.24 | 12 | 69.73 | 13   | 141.51 |
| 16                              | Kim Jin-Seo        | Corea del Sud | 202.80 | 13 | 69.56 | 16   | 133.24 |
| 17                              | Jorik Hendrickx    | Belgio        | 196.78 | 17 | 65.56 | 18   | 131.22 |
| 18                              | Elladj Baldé       | Canada        | 195.39 | 22 | 62.84 | 17   | 132.55 |
| 19                              | Christopher Caluza | Filippine     | 193.23 | 18 | 64.69 | 19   | 128.54 |
| 20                              | Abzal Raqymghalīev | Kazakistan    | 183.55 | 24 | 61.77 | 20   | 121.78 |
| 21                              | Zoltán Kelemen     | Romania       | 176.81 | 20 | 63.23 | 21   | 113.58 |
| 22                              | Maciej Cieplucha   | Polonia       | 175.97 | 21 | 63.07 | 22   | 112.90 |
| 23                              | Stéphane Walker    | Svizzera      | 163.91 | 19 | 64.40 | 23   | 99.51  |
| 24                              | Michal Březina     | Rep. Ceca     | 62.25  | 23 | 62.25 | Rit. |        |
| Non ammessi al programma libero |                    |               |        |    |       |      |        |
| 25                              | Jakiv Godoroža     | Ucraina       |        | 25 | 61.53 |      |        |
| 26                              | Viktor Romanenkov  | Estonia       |        | 26 | 61.14 |      |        |
| 27                              | Misha Ge           | Uzbekistan    |        | 27 | 60.34 |      |        |
| 28                              | Ronald Lam         | Hong Kong     |        | 28 | 60.07 |      |        |
| 29                              | Kim Lucine         | Monaco        |        | 29 | 58.19 |      |        |
| 30                              | Viktor Pfeifer     | Austria       |        | 30 | 57.17 |      |        |
| 31                              | Justus Strid       | Danimarca     |        | 31 | 55.62 |      |        |
| 32                              | Alexander Majorov  | Svezia        |        | 32 | 55.61 |      |        |

### Donne

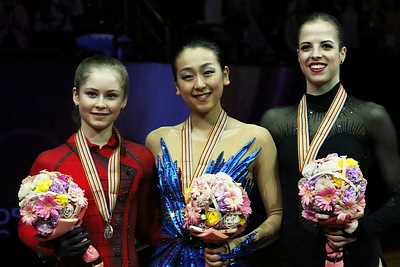
Il podio. Da sinistra Julija Lipnickaja (argento), Mao Asada (oro) e Carolina Kostner (bronzo)

| 1                               | Mao Asada          | Giappone      | 216.69 | 1  | 78.66 | 1    | 138.03 |
| 2                               | Julija Lipnickaja  | Russia        | 207.50 | 3  | 74.54 | 2    | 132.96 |
| 3                               | Carolina Kostner   | Italia        | 203.83 | 2  | 77.24 | 6    | 126.59 |
| 4                               | Anna Pogorilaja    | Russia        | 197.50 | 6  | 66.26 | 3    | 131.24 |
| 5                               | Gracie Gold        | Stati Uniti   | 194.58 | 5  | 70.31 | 7    | 124.27 |
| 6                               | Akiko Suzuki       | Giappone      | 193.72 | 4  | 71.02 | 8    | 122.70 |
| 7                               | Ashley Wagner      | Stati Uniti   | 193.16 | 7  | 63.64 | 4    | 129.52 |
| 8                               | Polina Edmunds     | Stati Uniti   | 187.50 | 12 | 60.59 | 5    | 126.91 |
| 9                               | Park So-Youn       | Corea del Sud | 176.61 | 13 | 57.22 | 9    | 119.39 |
| 10                              | Kanako Murakami    | Giappone      | 172.44 | 10 | 60.86 | 10   | 111.58 |
| 11                              | Kaetlyn Osmond     | Canada        | 170.64 | 8  | 62.92 | 13   | 107.72 |
| 12                              | Nathalie Weinzierl | Germania      | 167.72 | 11 | 60.82 | 15   | 106.90 |
| 13                              | Gabrielle Daleman  | Canada        | 164.78 | 14 | 55.72 | 11   | 109.06 |
| 14                              | Joshi Helgesson    | Svezia        | 162.91 | 15 | 54.96 | 12   | 107.95 |
| 15                              | Maé-Bérénice Méité | Francia       | 158.72 | 9  | 61.62 | 16   | 97.10  |
| 16                              | Valentina Marchei  | Italia        | 157.64 | 22 | 50.27 | 14   | 107.37 |
| 17                              | Li Zijun           | Cina          | 150.34 | 16 | 54.37 | 17   | 95.97  |
| 18                              | Eliška Březinová   | Rep. Ceca     | 145.15 | 24 | 49.34 | 18   | 95.81  |
| 19                              | Brooklee Han       | Australia     | 144.28 | 18 | 53.20 | 19   | 91.08  |
| 20                              | Anna Ovčarova      | Svizzera      | 143.22 | 17 | 54.19 | 20   | 89.03  |
| 21                              | Natalija Popova    | Ucraina       | 135.05 | 21 | 50.32 | 21   | 84.73  |
| 22                              | Anne Line Gjersem  | Norvegia      | 130.03 | 23 | 49.48 | 22   | 80.55  |
| 23                              | Kim Haejin         | Corea del Sud | 129.82 | 19 | 51.83 | 23   | 77.99  |
| 24                              | Jenna McCorkell    | Regno Unito   | 50.56  | 20 | 50.56 | Rit. |        |
| Non ammessi al programma libero |                    |               |        |    |       |      |        |
| 25                              | Nicole Rajičová    | Slovacchia    |        | 25 | 49.24 |      |        |
| 26                              | Jelena Glebova     | Estonia       |        | 26 | 48.09 |      |        |
| 27                              | Inga Janulevičiūtė | Lituania      |        | 27 | 47.20 |      |        |
| 28                              | Kaat Van Daele     | Belgio        |        | 28 | 46.05 |      |        |
| 29                              | Juulia Turkkila    | Finlandia     |        | 29 | 45.57 |      |        |
| 30                              | Anita Madsen       | Danimarca     |        | 30 | 44.15 |      |        |
| 31                              | Kerstin Frank      | Austria       |        | 31 | 44.11 |      |        |
| 32                              | Sonia Lafuente     | Spagna        |        | 32 | 43.94 |      |        |
| 33                              | Netta Schreiber    | Israele       |        | 33 | 43.39 |      |        |

### Coppie

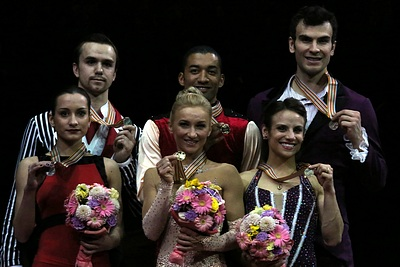
Il podio. Da sinistra Ksenija Stolbova / Fëdor Klimov (argento), Aljona Savchenko / Robin Szolkowy (oro) e Meagan Duhamel / Eric Radford (bronzo)

| 1                               | Aliona Savchenko / Robin Szolkowy       | Germania    | 224.88 | 1  | 79.02 | 1  | 145.86 |
| 2                               | Ksenija Stolbova / Fëdor Klimov         | Russia      | 215.92 | 3  | 76.15 | 2  | 139.77 |
| 3                               | Meagan Duhamel / Eric Radford           | Canada      | 210.84 | 2  | 77.01 | 4  | 133.83 |
| 4                               | Kirsten Moore-Towers / Dylan Moscovitch | Canada      | 205.52 | 6  | 69.31 | 3  | 136.21 |
| 5                               | Peng Cheng / Zhang Hao                  | Cina        | 194.83 | 5  | 71.68 | 5  | 123.15 |
| 6                               | Sui Wenjing / Han Cong                  | Cina        | 192.10 | 4  | 72.24 | 9  | 119.86 |
| 7                               | Vera Bazarova / Jurij Larionov          | Russia      | 189.44 | 7  | 67.41 | 6  | 122.03 |
| 8                               | Julija Antipova / Nodari Maisuradze     | Russia      | 186.22 | 8  | 66.78 | 10 | 119.44 |
| 9                               | Stefania Berton / Ondřej Hotárek        | Italia      | 184.28 | 10 | 62.73 | 7  | 121.55 |
| 10                              | Vanessa James / Morgan Ciprès           | Francia     | 183.90 | 9  | 64.01 | 8  | 119.89 |
| 11                              | Marissa Castelli / Simon Shnapir        | Stati Uniti | 170.90 | 11 | 60.60 | 11 | 110.30 |
| 12                              | Paige Lawrence / Rudi Swiegers          | Canada      | 168.88 | 12 | 59.84 | 12 | 109.04 |
| 13                              | Maylin Wende / Daniel Wende             | Germania    | 159.42 | 13 | 58.19 | 13 | 101.23 |
| 14                              | Felicia Zhang / Nathan Bartholomay      | Stati Uniti | 151.78 | 14 | 57.59 | 14 | 94.19  |
| 15                              | Dar'ja Popova / Bruno Massot            | Francia     | 142.00 | 15 | 52.50 | 15 | 89.50  |
| 16                              | Nicole Della Monica / Matteo Guarise    | Italia      | 139.30 | 16 | 51.38 | 16 | 87.92  |
| Non ammessi al programma libero |                                         |             |        |    |       |    |        |
| 17                              | Narumi Takahashi / Ryūichi Kihara       | Giappone    |        | 17 | 49.54 |    |        |
| 18                              | Amani Fancy / Christopher Boyadji       | Regno Unito |        | 18 | 46.96 |    |        |
| 19                              | Natalja Zabijako / Alexandr Zaboev      | Estonia     |        | 19 | 46.11 |    |        |
| 20                              | Maryja Paljakova / Nikita Bočkov        | Bielorussia |        | 20 | 45.29 |    |        |
| 21                              | Julija Lavrent'jeva / Jurij Rudyk       | Ucraina     |        | 21 | 44.20 |    |        |
| 22                              | Miriam Ziegler / Severin Kiefer         | Austria     |        | 22 | 44.06 |    |        |
| 23                              | Elizaveta Makarova / Leri Kenčadze      | Bulgaria    |        | 23 | 42.86 |    |        |

### Danza

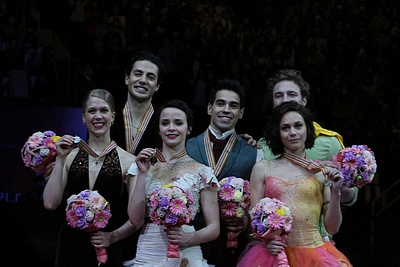
Il podio. Da sinistra Kaitlyn Weaver / Andrew Poje (argento), Anna Cappellini / Luca Lanotte (oro) e Nathalie Péchalat / Fabian Bourzat (bronzo)

| 1                               | Anna Cappellini / Luca Lanotte               | Italia      | 175.43 | 1  | 69.70 | 4  | 105.73 |
| 2                               | Kaitlyn Weaver / Andrew Poje                 | Canada      | 175.41 | 2  | 69.20 | 3  | 106.21 |
| 3                               | Nathalie Péchalat / Fabian Bourzat           | Francia     | 175.37 | 3  | 68.20 | 2  | 107.17 |
| 4                               | Elena Il'inych / Nikita Kacalapov            | Russia      | 174.38 | 5  | 65.67 | 1  | 108.71 |
| 5                               | Madison Chock / Evan Bates                   | Stati Uniti | 167.59 | 4  | 67.71 | 5  | 99.88  |
| 6                               | Maia Shibutani / Alex Shibutani              | Stati Uniti | 158.57 | 6  | 63.55 | 6  | 95.02  |
| 7                               | Viktorija Sinicina / Ruslan Žiganšin         | Russia      | 155.35 | 8  | 62.11 | 8  | 93.24  |
| 8                               | Piper Gilles / Paul Poirier                  | Canada      | 153.86 | 10 | 59.42 | 7  | 94.44  |
| 9                               | Penny Coomes / Nicholas Buckland             | Regno Unito | 153.66 | 9  | 61.21 | 9  | 92.45  |
| 10                              | Alexandra Paul / Mitchell Islam              | Canada      | 148.76 | 11 | 57.68 | 10 | 91.08  |
| 11                              | Nelli Žiganšina / Alexander Gazsi            | Germania    | 148.37 | 7  | 62.27 | 14 | 86.10  |
| 12                              | Julija Zlobina / Aleksej Sitnikov            | Azerbaigian | 145.24 | 12 | 57.01 | 11 | 88.23  |
| 13                              | Gabriella Papadakis / Guillaume Cizeron      | Francia     | 141.49 | 15 | 55.11 | 13 | 86.38  |
| 14                              | Charlène Guignard / Marco Fabbri             | Italia      | 140.77 | 17 | 53.98 | 12 | 86.79  |
| 15                              | Isabella Tobias / Deividas Stagniūnas        | Lituania    | 140.72 | 13 | 55.37 | 15 | 85.35  |
| 16                              | Sara Hurtado / Adrià Díaz                    | Spagna      | 137.47 | 16 | 55.06 | 17 | 82.41  |
| 17                              | Alexandra Aldridge / Daniel Eaton            | Stati Uniti | 137.37 | 18 | 53.34 | 16 | 84.03  |
| 18                              | Cathy Reed / Chris Reed                      | Giappone    | 136.13 | 14 | 55.18 | 18 | 80.95  |
| 19                              | Irina Štork / Taavi Rand                     | Estonia     | 130.38 | 20 | 53.03 | 19 | 77.35  |
| 20                              | Alisa Agafonova / Alper Uçar                 | Turchia     | 124.02 | 19 | 53.07 | 20 | 70.95  |
| Non ammessi al programma libero |                                              |             |        |    |       |    |        |
| 21                              | Tanja Kolbe / Stefano Caruso                 | Germania    |        | 21 | 52.08 |    |        |
| 22                              | Justyna Plutowska / Peter Gerber             | Polonia     |        | 22 | 51.99 |    |        |
| 23                              | Federica Testa / Lukáš Csölley               | Slovacchia  |        | 23 | 51.56 |    |        |
| 24                              | Danielle O'Brien / Gregory Merriman          | Australia   |        | 24 | 51.06 |    |        |
| 25                              | Ramona Elsener / Florian Roost               | Svizzera    |        | 25 | 50.64 |    |        |
| 26                              | Henna Lindholm / Ossi Kanervo                | Finlandia   |        | 26 | 50.61 |    |        |
| 27                              | Gabriela Kubová / Matěj Novák                | Rep. Ceca   |        | 27 | 50.43 |    |        |
| 28                              | Dóra Turóczi / Balázs Major                  | Ungheria    |        | 28 | 48.49 |    |        |
| 29                              | Laurence Fournier Beaudry / Nikolaj Sørensen | Danimarca   |        | 29 | 48.46 |    |        |
| 30                              | Allison Reed / Vasilij Rogov                 | Israele     |        | 30 | 46.05 |    |        |
| 31                              | Angelina Telegina / Otar Japaridze           | Georgia     |        | 31 | 42.85 |    |        |
| 32                              | Viktoryja Kavalëva / Jury Bjaljaeŭ           | Bielorussia |        | 32 | 41.08 |    |        |
| Rit.                            | Ekaterina Bobrova / Dmitrij Solov'ëv         | Russia      |        |    |       |    |        |

## Medagliere
| Pos.   | Paese    | Oro | Argento | Bronzo | Totale |
| ------ | -------- | --- | ------- | ------ | ------ |
| 1      | Giappone | 2   | 1       | 0      | 3      |
| 2      | Italia   | 1   | 0       | 1      | 2      |
| 3      | Germania | 1   | 0       | 0      | 1      |
| 4      | Russia   | 0   | 2       | 0      | 2      |
| 5      | Canada   | 0   | 1       | 1      | 2      |
| 6      | Francia  | 0   | 0       | 1      | 1      |
| 6      | Spagna   | 0   | 0       | 1      | 1      |
| Totale | Totale   | 4   | 4       | 4      | 12     |